# Osminiini
Osminiini zijn een geslachtengroep van de wespvlinders (Sesiidae). 

## Taxonomie
Bij de tribus zijn de volgende geslachten ingedeeld:
- Osminia Le Cerf, 1917
- Chamanthedon Le Cerf, 1916
- Microsynanthedon Viette, 1955
- Calasesia Beutenmüller, 1899
- Aenigmina Le Cerf, 1912
- Cabomina de Freina, 2008
- Pyranthrene Hampson, 1919
- Homogyna Le Cerf, 1911
- Aschistophleps Hampson 1893
- Pyrophleps Arita & Gorbunov, 2000
- Heterosphecia Le Cerf, 1916
- Melanosphecia Le Cerf, 1916
- Akaisphecia Gorbunov & Arita, 1995
- Callithia Le Cerf, 1916